# Gazet
 (novembre 2020).
Si vous disposez d'ouvrages ou d'articles de référence ou si vous connaissez des sites web de qualité traitant du thème abordé ici, merci de compléter l'article en donnant les références utiles à sa vérifiabilité et en les liant à la section « Notes et références ».
Gazet est un village situé dans le canton de Kalewa, dans le district de Kale, dans la région de Sagaing, dans l'ouest de la Birmanie.